# Bijela Rudina
Bijela Rudina je naselje v občini Bileća, Bosna in Hercegovina. 

## Deli naselja
Bijela Rudina, Čurjan, Krstača, Miličevići, Salatići in Taračića Do.

## Prebivalstvo
| Pregled števila prebivalcev po letih | Pregled števila prebivalcev po letih | Pregled števila prebivalcev po letih | Pregled števila prebivalcev po letih | Pregled števila prebivalcev po letih | Pregled števila prebivalcev po letih |
| ------------------------------------ | ------------------------------------ | ------------------------------------ | ------------------------------------ | ------------------------------------ | ------------------------------------ |
| 1948                                 | 1953                                 | 1961                                 | 1971                                 | 1981                                 | 1991                                 |
| -                                    | -                                    | -                                    | 133                                  | 130                                  | 101                                  |

| Narodna sestava prebivalstva po letih                                                                                      | Narodna sestava prebivalstva po letih                                                                                      | Narodna sestava prebivalstva po letih                                                                                    |
| --- | --- | --- |
| 1971 | 1981 | 1991 |
| . skupaj: 133 Srbi 130 (97,74 %) Hrvati 0 (0,00 %) Muslimani 0 (0,00 %) Jugoslovani 0 (0,00 %) drugi in neznano 3 (2,25 %) | . skupaj: 130 Srbi 125 (96,15 %) Hrvati 0 (0,00 %) Muslimani 0 (0,00 %) Jugoslovani 5 (3,84 %) drugi in neznano 0 (0,00 %) | . skupaj: 101 Srbi 101 (100 %) Hrvati 0 (0,00 %) Muslimani 0 (0,00 %) Jugoslovani 0 (0,00 %) drugi in neznano 0 (0,00 %) |